# 中和村 (千葉県)
中和村（ちゅうわむら）とは、千葉県香取郡にかつて存在した村である。旧干潟町の中心部を占める。旭市立中和小学校などにその名をとどめる。

## 地理
- 現在の旭市の北部、旧干潟町の中部に位置する。
- 村域は台地と平地が入り組む谷戸が多い地形になっている。

## 歴史

### 沿革
- 1889年（明治22年）4月1日 - 町村制施行に伴い、清和村、南堀ノ内村、長部村、米込村、入野村が合併して香取郡荘内村（しょうないむら）が発足。
- 1890年（明治23年）10月27日 - 荘内村が中和村に改称。
- 1955年（昭和30年）7月20日 - 古城村、万歳村と合併し、干潟町を新設。同日中和村廃止。

変遷表
| 1868年 以前 | 1868年 以前 | 明治13年 | 明治22年 4月1日 | 明治23年 10月27日 | 昭和30年 4月10日 | 平成17年 7月1日 | 現在 |
| ----------- | ----------- | -------- | --------------- | ----------------- | ---------------- | --------------- | ---- |
|             | 諸徳寺村    | 清和村   | 荘内村          | 中和村 に改称     | 干潟町           | 旭市            | 旭市 |
|             | 松沢村      | 清和村   | 荘内村          | 中和村 に改称     | 干潟町           | 旭市            | 旭市 |
|             | 南堀之内村  |          | 荘内村          | 中和村 に改称     | 干潟町           | 旭市            | 旭市 |
|             | 長部村      |          | 荘内村          | 中和村 に改称     | 干潟町           | 旭市            | 旭市 |
|             | 米込村      |          | 荘内村          | 中和村 に改称     | 干潟町           | 旭市            | 旭市 |
|             | 入野村      |          | 荘内村          | 中和村 に改称     | 干潟町           | 旭市            | 旭市 |

## 人口・世帯

### 人口
総数 [単位： 人]
| 1891年（明治24年） | 2,370 |
| 1914年（大正 3年） | 2,564 |
| 1920年（大正 9年） | 2,665 |
| 1930年（昭和 5年） | 2,883 |
| 1950年（昭和25年） | 3,085 |

### 世帯
総数 [単位： 世帯]
| 1920年（大正 9年） | 462 |
| 1930年（昭和 5年） | 470 |
| 1955年（昭和30年） | 460 |